# Lapa do Lobo
Lapa do Lobo es una freguesia portuguesa del concelho de Nelas, con 10,59 km² de superficie y 772 habitantes (2001). Su densidad de población es de 72,9 hab/km².